# Eutrichosiphum sikkimense
Eutrichosiphum sikkimense är en insektsart som beskrevs av Raychaudhuri, D.N., M.R. Ghosh, Banerjee och A.K. G. Eutrichosiphum sikkimense ingår i släktet Eutrichosiphum och familjen långrörsbladlöss. Inga underarter finns listade i Catalogue of Life.